# Diafragmabråck
Diafragmabråck (latin: hiatus hernia) kallas ibland även magmunsbråck, hiatusbråck eller mellangärdesbråck. Diafragmabråck är inte en sjukdom utan ett benignt tillstånd, men som på sikt kan leda till sjukdom och skada. Tillståndet innebär att hålet i diafragman, som matstrupen passerar igenom, är vidgat på grund av en delvis eller allmänt försvagad diafragma. Diafragman, mellangärdet, är en tvärstrimmig muskel (samma muskeltyp som i armar och ben) som likt ett våningsplan sträcker sig från nedre delen av revbenen upp mot bröstbenet och skiljer brösthålan från bukhålan. Diafragman är en stor muskel till ytan men endast cirka 3–4 mm tjock. Den fäster i bröstbenet och följer sedan revbensbågen bak till ryggen.

## Orsak
Vid diafragmabråck är diafragmans muskulatur försvagad runt hålet där matstrupen mynnar ut i magsäcken. Detta leder till att magsäcken okontrollerat glider upp och ner genom hålet i diafragman och på så sätt påverkar både matstrupens funktion och övre magmunnens förmåga att hålla tätt.
Detta sker ofta mer frekvent när vi böjer oss framåt, lyfter tungt eller ligger ned. Försvagad muskulatur i diafragman kan bero på medfödd- eller förvärvad skada eller sjukdom, ärftlighet och kan förvärras vid ökad ålder, graviditet, bukfetma och annan sjukdom.

## Symptom
Vid diafragmabråck kan ett eller flera symptom ge besvär. De besvärande symptomen behöver inte kännas av dagligen utan kan komma och gå. Vanliga symtom är:
- Sura uppstötningar och halsbränna på grund av reflux
- Rethosta
- Klumpkänsla/kramp i hals och eller halsgrop
- Stoppkänsla till och från i bröstet
- Svårigheter att svälja fasta konsistenser
- Sätter i halsen till och från, men oftare än normalt
- Tidig mättnadskänsla
- Skummig, seg eller riklig saliv
- Du måste dricka mycket vätska för att kunna svälja maten
- Mat som du svalt ner, kommer upp i munnen en tid efter måltid, ibland som kraftiga kräkattacker med mycket segt slem
- Andningshinder
- Heshet
- Harklingar, grumlig röst
- Gasig, rapar mycket
- Smärta i bröst eller matstrupe. Vissa personer upplever smärtan så intensiv att den kan missuppfattas som en hjärtinfarkt
- Smärta i magen
- Ont vid skallbenet bakom örat på grund av ökad frekvens av sväljningar
- Tar lång tid att äta, ofta jobbigare i sällskap med andra eller i stimmiga och stressiga miljöer

Diafragmabråck är den mest förekommande orsaken till den vanligaste typen av dysfagi (sväljsvårigheter), så kallad intermittent esofageal dysfagi. Denna form av dysfagi drabbar ca 10 % av befolkningen, oavsett ålder, ung som gammal.

## Diagnos
Senaste forskningen visar att det är viktigt att lyssna till personens symptombild för att kunna ställa diagnosen diafragmabråck. Undersökningarna visar ofta på helt normal funktion trots att personen lider av besvärande och tydliga symptom på ett diafragmabråck.
Att undersökningen inte visar på något avvikande beror då på att magsäcken under undersökningen inte nödvändigtvis ligger i det övre läget utan måste i sådana fall ”provoceras” fram. Störst möjlighet att upptäcka bråcket är genom en sväljröntgen. Där du får ligga ner i framstupa sidoläge med tryckmanschett på magen samtidigt som du får svälja kontrastvätska. Gastroskopi, då en slang förs från mun till mage, är möjligen den vanligaste undersökningsmetoden för att titta på ät-kanalen från svalg till magsäck. Gastroskopi görs för att utesluta andra anledningar till problem och symptom. Det är inte lätt att genom en gastroskopi upptäcka ett eventuellt bråck (försvagning i diafragma) då muskelstyrka inte kan ses med kamera. Ungefär 85 % av de som har diafragmabråck har ett "glidande diafragmabråck" vilket är än mer svårt att upptäcka. Symtombilden är viktig när diagnos ställs.

## Behandling
Det finns många symtomlindrande preparat, till exempel protonpumpshämmare (PPI) och olika livsstilsförändringar. Några vanliga råd är:
- Höj huvudändan på sängen och ligg på den vänstra sidan, så kommer inte maginnehållet upp i matstrupen lika lätt
- Är du överviktig – gå ned i vikt
- Undvik mat och dryck som du vet ger besvär
- Drick vatten efter varje tugga
- Undvik att lyfta tungt eller att böja dig kraftigt framåt

Symtomlindrande läkemedel kan ge god lindring genom att dessa hämmar produktionen av saltsyra i magsyran. Detta gör att magsyran inte blir lika frätande som den ska vara. Av olika anledningar kan inte alltid läkemedel rekommenderas (sväljsvårigheter, överkänslighet, kraftiga biverkningar På sikt kan dessa läkemedel ge andra besvär och följdsjukdomar. Ett läkemedel kan inte av sig själv stärka försvagad muskulatur, vilket är den bakomliggande orsaken till ett diafragmabråck.
Oral neuromuskulär träning är en evidensbaserad behandlingsform som involverar läpp-, kind- och svalgmuskulatur ner till övre tredje delen av matstrupen (s.k. buccinatormekanismen, en tvärstrimmig muskelkedja), den stärker muskulaturen vid magmun (Lower Esophagus Sphinkter, LES) och diafragma. Träningen resulterar i ett ökat tryck i hålet i diafragman där matstrupen passerar för att mynna ut i magsäcken. Detta innebär att diafragmans styrka förbättras och klarar av att kontrollerat hålla nere magsäcken i det naturliga läget under diafragman. När magsäcken ligger under diafragman kan även området för magmunnen (LES) sluta tätt. Allt eftersom diafragman blir starkare kan symptom lindras naturligt till att helt kunna försvinna.
I vissa svårare fall används kirurgi, även om detta blir mer och mer ovanligt på grund av de risker som en operation kan innebära. Vid detta ingrepp, som oftast gör genom titthålsoperation, sys magsäcken fast under diafragman. Detta leder till att området för den övre magmunnen hamnar under diafragman och kan där av inte släppa ut magsyra från magsäcken upp i matstrupen. Operationen medför även att patienten inte längre kan rapa eller kräkas. En del personer kan uppleva detta som obehagligt.
Diafragmabråck är även benämningen på en medfödd missbildning som leder till att bukinnehållet tränger upp i bröstkorgen genom en öppning i diafragmamuskeln, som drabbar cirka 1 av 4 000 barn. Tillståndet kräver oftast omedelbar operation efter födseln: se kongenitalt diafragmabråck.